# ナイジェリア・プロフェッショナル・フットボールリーグ
ナイジェリア・プロフェッショナル・フットボールリーグ（英: Nigeria Professional Football League、略称NPFL）は、ナイジェリア最上位のサッカーリーグ。

## 概要
1972年にナショナルリーグが6つのクラブで開始され、1990年にナイジェリア・プロフェッショナルリーグに改名されてプロ化した。さらに1993年にはナイジェリア・プレミアリーグ（英: Nigeria Premier League、略称NPL）に改名した。2012年にLeague Management Company (LMC) が設立されてナイジェリアサッカー連盟 (NFF) からリーグの運営が移管され、ナイジェリア・プレミアリーグからナイジェリア・プロフェッショナル・フットボールリーグに改名された。

## 所属クラブ（2013-14シーズン）
| クラブ                     | ホームタウン          |
| -------------------------- | --------------------- |
| アビア・ウォリアーズ       | ウムアヒア            |
| アクワ・ユナイテッド       | ウヨ                  |
| ベイエルサ・ユナイテッド   | イェナゴア            |
| クラウンFC                 | オグボモショ          |
| ドルフィンズ               | ポートハーコート      |
| エヌグ・レンジャース       | エヌグ                |
| エニンバ                   | アバ                  |
| ギワFC                     | ジョス (ナイジェリア) |
| ゴンベ・ユナイテッド       | ゴンベ                |
| ハートランド               | オウェリ              |
| カドゥナ・ユナイテッド     | カドゥナ              |
| エル・カネミ・ウォリアーズ | マイドゥグリ          |
| カノ・ピラーズ             | カノ                  |
| ロビ・スターズ             | マクルディ            |
| ナサラワ・ユナイテッド     | ラフィア              |
| ネムベ・シティFC           | ネムベ                |
| シャークス                 | ポートハーコート      |
| サンシャイン・スターズ     | アクレ                |
| タラバFC                   | ジャリンゴ            |
| ワリ・ウルヴズ             | ワリ                  |

## 歴代優勝クラブ
| - 1972 : マイティ・ジェッツ - 1973 : ベンデル・インシュアランス - 1974 : レンジャース・インターナショナル - 1975 : レンジャース・インターナショナル - 1976 : シューティング・スターズ - 1977 : レンジャース・インターナショナル - 1978 : ラッカ・ローヴァース - 1979 : ベンデル・インシュアランス - 1980 : シューティング・スターズ - 1981 : レンジャース・インターナショナル - 1982 : レンジャース・インターナショナル - 1983 : シューティング・スターズ - 1984 : レンジャース・インターナショナル - 1985 : ニュー・ナイジェリア・バンクFC - 1986 : レヴェンティス・ユナイテッド - 1987 : イゥアニャヌゥ・ナシオナーレ - 1988 : イゥアニャヌゥ・ナシオナーレ - 1989 : イゥアニャヌゥ・ナシオナーレ - 1990 : イゥアニャヌゥ・ナシオナーレ - 1991 : ジュリアス・バーガー | - 1992 : ステーショナリー・ストアーズ - 1993 : イゥアニャヌゥ・ナシオナーレ - 1994 : BCCライオンズ - 1995 : シューティング・スターズ - 1996 : ウドジ・ユナイテッドFC - 1997 : イーグル・セメント - 1998 : シューティング・スターズ - 1999 : ロビ・スターズ - 2000 : ジュリアス・バーガー - 2001 : エニンバ - 2002 : エニンバ - 2003 : エニンバ - 2004 : ドルフィンズFC - 2005 : エニンバ - 2006 : オーシャン・ボーイズ - 2007 : エニンバ - 2007-08 : カノ・ピラーズ - 2008-09 : バイェルサ・ユナイテッド - 2009-10 : エニンバ - 2010-11 : ドルフィンズFC | - 2011-12 : カノ・ピラーズ - 2013: カノ・ピラーズ - 2014: カノ・ピラーズ - 2015: エニンバ - 2016: レンジャース・インターナショナル - 2017: ピラトー・ユナイテッド - 2018: 中止 - 2019: エニンバ - 2019-20: 中止 - 2020-21:アクワ・ユナイテッド - 2021-22:リヴァーズ・ユナイテッド |

## クラブ別優勝回数
| クラブ                         | 優勝回数 |
| ------------------------------ | -------- |
| エニンバ                       | 8        |
| エヌグ・レンジャース           | 7        |
| シューティング・スターズ       | 5        |
| ハートランド                   | 5        |
| カノ・ピラーズ                 | 4        |
| ドルフィンズFC                 | 3        |
| ベンデル・インシュアランス     | 2        |
| ジュリアス・バーガー           | 2        |
| マイティ・ジェッツ             | 1        |
| ラッカ・ローヴァース           | 1        |
| ニュー・ナイジェリア・バンクFC | 1        |
| レヴェンティス・ユナイテッド   | 1        |
| ステーショナリー・ストアーズ   | 1        |
| BCCライオンズ                  | 1        |
| ウドジ・ユナイテッドFC         | 1        |
| ロビ・スターズ                 | 1        |
| オーシャン・ボーイズ           | 1        |
| バイェルサ・ユナイテッド       | 1        |
| ピラトー・ユナイテッド         | 1        |
| アクワ・ユナイテッド           | 1        |
| リヴァーズ・ユナイテッド       | 1        |

## 歴代得点王
| シーズン | 選手                                      | 所属                                        | 得点 |
| 2002     | ジョーテックス・アサモア・フリムポン      | エル・カネミ・ウォリアーズ                  | 16   |
| 2003     | Chibuzor Ozurumba Endurance Idahor        | Iwuanyanwu Nationale ジュリアス・バーガー   | 13   |
| 2004     | カビル・アラウサ                          | ジュリアス・バーガー                        | 13   |
| 2005     | ティモシー・アニェンベ ジョセフ・アクパラ | ロビ・スターズ ベンデル・インシュアランス   | 12   |
| 2006     | Ikechukwu Ibenegbu                        | エル・カネミ・ウォリアーズ                  | 10   |
| 2007     | アルワ・アメー                            | カドゥナ・ユナイテッド                      | 10   |
| 2007-08  | アブバカル・バネケ                        | ウィッキ・ツーリスツ/サンシャイン・スターズ | 14   |
| 2008-09  | Orok Akarandut                            | アクワ・ユナイテッド                        | 17   |
| 2009-10  | アーメド・ムサ                            | カノ・ピラーズ                              | 18   |
| 2010-11  | ジュード・アネケ                          | カドゥナ・ユナイテッド                      | 20   |
| 2012-13  | シビ・グワル                              | ニジェール・トルネーダス                    | 17   |
| 2013     | ヴィクトル・ナモ                          | ナサラワ・ユナイテッド                      | 17   |